# Scopula sordidularia
Scopula sordidularia är en fjärilsart som beskrevs av Paul Mabille 1900. Scopula sordidularia ingår i släktet Scopula och familjen mätare. Inga underarter finns listade.